# Marco Gaspari
Marco Gaspari (Ancona, 20 settembre 1982) è un allenatore di pallavolo italiano, tecnico della Savino Del Bene.

## Carriera
La carriera di Marco Gaspari, figlio dell'arbitro internazionale di pallavolo Luciano, inizia nella squadra di pallavolo della sua città, il Conero, prima come assistente e poi come vice allenatore. Nell'annata 2005-06 passa alla Sacrata di Civitanova Marche in Serie A2, sempre nel ruolo di vice allenatore. Si trasferisce nella stagione 2007-08 alla Sirio Perugia, nel massimo campionato italiano, dove ricopre il ruolo di assistente allenatore, conquistando la Champions League.
A partire dal campionato successivo inizia una collaborazione professionale con il tecnico serbo Dragan Nešić, di cui è il vice sia nel biennio in cui quest'ultimo è alla guida del Giannino Pieralisi di Jesi (durante il quale si aggiudica la Challenge Cup 2008-2009), sia in nazionale bulgara, sia in seguito alla Spes Conegliano nella stagione 2010-11. L'incontro con Nešić è foriero anche di una collaborazione con Giovanni Guidetti nello staff tecnico della nazionale tedesca ai Mondiali 2010.
Nell'annata 2011-12 viene promosso primo allenatore della stessa Spes Conegliano ma l'esperienza si conclude prematuramente all'inizio del 2012 quando la società veneta comunica il proprio ritiro dal campionato per problemi economici. Conclude la stagione come vice allenatore della formazione azera del Baku.
Torna in Italia all'inizio del campionato successivo quando viene ingaggiato dalla neonata formazione dell'Imoco; per l'allenatore marchigiano si tratta di un ritorno a Conegliano a pochi mesi dalla chiusura della precedente squadra. L'annata si conclude con una finale scudetto, persa contro il River, e la qualificazione alla Champions League: conquista il Premio Luigi Razzoli come miglior allenatore di Serie A1. Rimane sulla panchina della squadra veneta anche nell'annata 2013-14, ma al termine del campionato il tecnico non viene confermato.
Nel corso del campionato 2014-15 sostituisce Alessandro Chiappini sulla panchina del River dove resta per un anno e mezzo raggiungendo nella seconda stagione sia la finale di Coppa Italia che di campionato, ma venendo sconfitto in entrambe le manifestazioni.
Per la stagione 2016-17 si accorda con la squadra della Libertas Trieste in Serie B1, riservandosi però una clausola di svincolo in caso di chiamata nel corso del campionato da una formazione di livello superiore. Tale clausola viene esercitata nel novembre 2016 a seguito della nuova chiamata da parte del River in seguito all'esonero di Lorenzo Micelli. Nel corso del campionato successivo, tuttavia, viene a sua volta esonerato.
Nella stagione 2018-19 viene nominato nuovo allenatore del Casalmaggiore, sempre in Serie A1, alla cui guida rimane per un biennio prima di accettare la proposta della Pro Victoria dove si trasferisce per l'annata 2020-21 e rimane per quattro stagioni.
Il 15 ottobre 2024 viene ufficializzato il suo ingaggio come capo allenatore della Pallavolo Scandicci Savino Del Bene al posto dell'esonerato Stéphane Antiga.

## Palmarès

### Club
- Coppa CEV: 1

2020-21

### Premi individuali
- 2013 - Serie A1: Premio Luigi Razzoli - Miglior allenatore